# Saint-Michel-et-Chanveaux
Saint-Michel-et-Chanveaux är en kommun i departementet Maine-et-Loire i regionen Pays de la Loire i nordvästra Frankrike. Kommunen ligger i kantonen Pouancé som tillhör arrondissementet Segré. År 2018 hade Saint-Michel-et-Chanveaux 396 invånare.

## Befolkningsutveckling
Antalet invånare i kommunen Saint-Michel-et-Chanveaux
| Referens: INSEE |